# Acaroceras similis
Acaroceras similis är en kvalsterart som beskrevs av Balogh 1962. Acaroceras similis ingår i släktet Acaroceras och familjen Microzetidae. Inga underarter finns listade i Catalogue of Life.